# Bande des 5 mètres
La bande 56 MHz à 60 MHz, désignée aussi par sa longueur d'onde, 5 mètres, a été jusqu'en 1948 une bande du service radioamateur. 

## Historique
- 1929 : La bande du service d'amateurs est de 56 MHz à 60 MHz ( [1] ) désignée aussi par sa longueur d'onde de 5 mètres.
- 1948 : La bande est supprimée du service d'amateurs [2].
- La bande est attribuée à la Bande I (VHF) de la radiotélévision [3] depuis le 1er janvier 1949.

## Matériel radio
- Le matériel radio était en modulation d'amplitude et les récepteurs à réaction.
- A la fermeture de cette bande, le trafic radio a été transféré sur la nouvelle bande des 6 mètres s'étend de 50 à 54 MHz dans (Les régions 2 et 3 UIT).

## Liens
- Réseau des émetteurs français
- Union internationale des radioamateurs
- Radiotéléphonie
- Radiocommunication
- MF-HF-VHF
- Si tous les gars du monde